# معرض الملكة سيريكيت

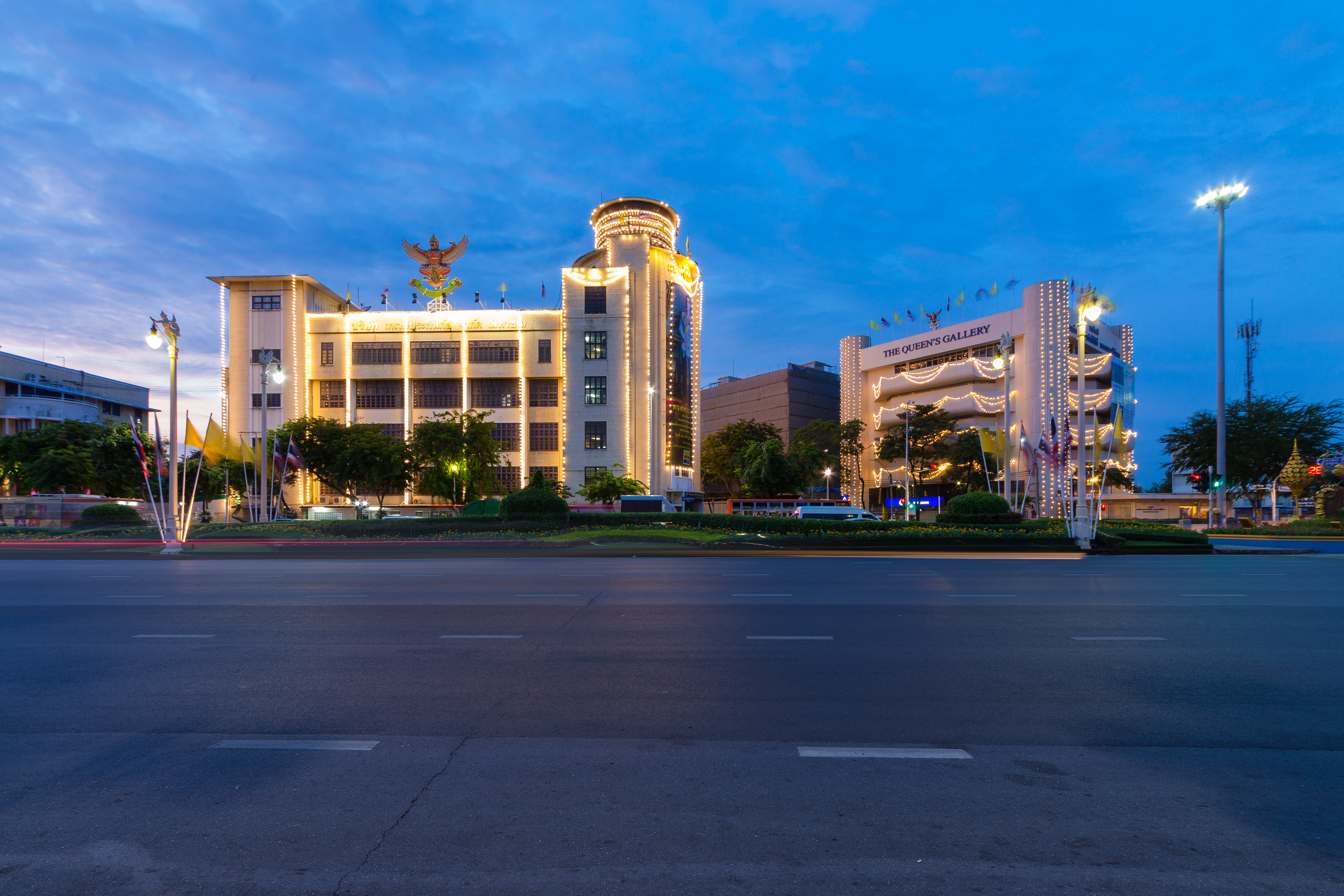
منظر خارجي لمتحف الملكة

معرض الملكة سيريكيت أو معرض الملكة (بالتايلندية: หอศิลป์สมเด็จพระนางเจ้าสิริกิติ์ พระบรมราชินีนาถ) هو متحف فني يقع في بانكوك عاصمة تايلاند.

## المعرض
تم إنشاء المعرض في عام 2003 بناءً على طلب من الملكة سيريكيت، وذلك لتأسيس معرض عام دائم لتشجيع أعمال الفنانين التايلانديين، سواءً كانوا من الفنانين الشباب أو الفنانيين الأساتذة المشهود لهم. سمي مركز المعارض «مركز معارض الملكة سيريكيت للفنون» أو «معرض الملكة». تم تأسيس معرض الملكة سيريكيت في 6 مايو 2003، وترأست الملكة حفل الافتتاح الرسمي في 9 أغسطس 2003. يحتوي المعرض على مساحة أرض تبلغ 3.700 متر مربع (40,000 قدم مربع) في مبنى مكون من خمسة طوابق.